# Staying Power
"Staying Power" é um single da banda britânica de rock Queen, lançado em julho de 1982. É a primeira faixa do álbum Hot Space e foi escrito pelo cantor Freddie Mercury.
A canção é notável por ser a única canção do Queen que utiliza-se de um arranjo de metais, escrito por Arif Mardin. A canção é conduzida por riff de baixo tocado em um sintetizador, num ritmo funk interpretada por Mercury em um Oberheim OB-X) a partir de D menores e modulando a E menores durante toda a canção. John Deacon não tocou baixo em uma guitarra ritmo da canção, em sua vez tocando em um Fender Telecaster. Roger Taylor programou uma bateria eletrônica para a canção. Brian May, por sua vez, tocou em sua Red Special.
Em uma resenha da Stylus sobre o álbum, o crítico Anthony Miccio descreveu o estilo da canção como "uma faixa electro-disco com metais frenéticos".
A edição japonesa do single contém "Calling All Girls" como B-side, enquanto a norte-americana possui "Back Chat".

## Ficha técnica
Banda
- Freddie Mercury - vocais, sintetizadores
- Brian May - guitarra solo
- Roger Taylor - bateria
- John Deacon - guitarra base